# Jaqaru
Jaqaru či kawki je minoritní domorodý jazyk z ajmarské jazykové rodiny. Hovoří jím okolo 740 mluvčích v oblasti jihovýchodně od Limy v provincii Yauyos ve vesnicích Tupe, Aiza a Colca v Peru. Jaqaru je stále používáno jako hlavní doruzumívací prostředek v běžné konverzaci mezi těmito vesnicemi, i když většina vesničanů mluví i španělsky. 
Název jazyka v překladu znamená lidská řeč. Podle Marthy J. Hardmanové je nutné rozlišovat dva jazyky, a to jaqaru a kawki, i když si jsou velmi podobné.[zdroj?]
Nejsou dokumentovány žádné oficiální nahrávky zachycující jazyk jaqaru, kromě 20minutového videa vesnice Tupe, pořízené v lednu 2002 nizozemským vydavatelstvím.

## Příklady

### Číslovky
| Jaqaru     | Česky |
| maya       | jeden |
| paja, pani | dva   |
| kimsa      | tři   |
| pushi      | čtyři |
| pichqa     | pět   |
| sujta      | šest  |
| qantrisi   | sedm  |
| pusaqa     | osm   |
| isquña     | devět |
| trunka     | deset |